# Antonio Andión
Antonio Andión (Madrid, 1883-Madrid, 1923) fue un poeta y narrador español.

## Biografía
Nació el 27 de octubre de 1883 en Madrid, en el castizo barrio de Lavapiés, en el número 11 de la Ribera de Curtidores, y fue bautizado en la parroquia de San Millán. Su nombre completo era «Antonio Francisco Vicente Andión y González». Cultivó además de la poesía, la prosa y el teatro, mas su fuerte habría sido la lírica. Preparó oposiciones a Telégrafos en su ciudad natal. En Sevilla habría escrito un cuento que envió a un concurso de la revista Blanco y Negro, en el cual salió premiado, en unión de Tomás Borrás, titulado «Del monte al llano» y que se publicó en dicha revista el 10 de febrero de 1907. Julio Cejador y Frauca dice de él que se trataría de un «poeta libre de influencias modernistas y francesas, bien encaminado, versifica bien y deja chispear de cuando en cuando centellas de verdadera poesía. Cuando condense más y lleve á madurez sus cantos, saborearemos su originalidad».
En 1912 apareció su primor libro serio, Nieve, sol y tomillo, con prólogo de Manuel Machado. Le siguió Serraniegas, inspirado en su afición por la sierra y escrito en San Rafael, del que Andrés González-Blanco destaca poesías como «La posada» y «Misa del domingo». Se publicó al igual que el anterior en 1912. En 1913 aparecieron Trenos, Salmos y Meditaciones. Dejó inéditos otros dos libros de poesía, Andanzas sentimentales y Del rincón provinciano. En prosa, sólo escribió dos novelitas cortas: Historia de Juglería, publicada en Los Contemporáneos en 1913 y consistente en una novela de corte evocativo y legendario; y Rosa mística, que fue publicada como parte de la colección La Novela de Bolsillo en 1916, a la que González Blanco describe como una «historia de un alma apasionada de monja, sutil semblanza psicológica de un alma de mujer». Falleció en Madrid en febrero de 1923.